# Jacques de Mandelée
 (juin 2025).
Jacques de Mandelée, mort après 1244, est un chevalier croisé, probablement d'origine normande. Il est le fils de Guillaume de Mandelée et de son épouse Agnès de Courtenay, fille cadette de Josselin III d'Édesse, comte titulaire d'Edesse, et de son épouse Agnès de Milly.
Il épouse en premières noces une dame dite « de Puille », dont la famille est inconnue, avec qui il a au moins un fils :
- Guillaume de Mandelée, qui devient seigneur de Scandalion de jure uxoris.

Il épouse en secondes noces Alix Brisebarre, fille de Gautier Brisebarre, seigneur de Césarée, et de son épouse Marguerite d'Ibelin, avec qui il a au moins une fille :
- Isabelle de Mandelée, qui épouse Thibaut de Bethsan, d'où postérité.

Il est cité dans les archives contemporaines dans plusieurs documents de l'ordre Teutonique.
Après que l'ancienne seigneurie dite « seigneurie Josselin III d'Édesse » et ses onze villages ait été vendue par son oncle Othon de Botenlauben, avec le consentement de son père Guillaume de Mandelée, aux chevaliers Teutoniques, il a revendiqué sa part de l'héritage de son grand-père Josselin III d'Édesse. Il a ainsi contesté cette vente et l'ordre Teutonique l'a finalement indemnisé en 1228. 
Jacques de Mandelée meurt après 1244.